# Distaghil Sar
Disteghil Sar o Distaghil Sar es la montaña más alta del Hispar Muztagh, una subcordillera del Karakórum, en Gilgit-Baltistán, Pakistán. Es la decimonovena montaña en altura de la Tierra y el séptimo pico más alto de Pakistán. La montaña tiene una arista de alrededor de cinco kilómetros de largo por encima de los 7.400 m s. n. m. con tres cimas: noroeste (7.885 metros), central (7.760 metros), y sureste (7.696 o 7.535 metros) ().

## Ascensiones
Distaghil Sar fue escalado por primera vez en 1960 por Günther Stärker y Diether Marchart de una expedición austriaca dirigida por Wolfgang Stefan. La expedición ascendió la parte occidental de la cara sur y continuó por la arista suroeste hasta alcanzar la cima más alta. Tres años más tarde, en 1957, una expedición inglesa intentó ascender desde el sur y desde el oeste pero tuvo que abandonar debido al mal tiempo. Igualmente, una expedición suiza en 1959 fracasó en su intento por la arista sureste.
Desde entonces, la cima principal solo ha sido escalada una vez, por una expedición catalana (Ramón Biosca y Jaume Matas), en 1982, por la ruta original. Un intento francés de 1992 por esta misma ruta tuvo que abandonar por ser demasiado arriesgado y otros dos intentos por la inescalada cara norte fallaron en 1988 y 1998. La cima este fue escalada por primera vez en 1980 por una expedición polaca por la cara este y vuelta a escalar en 1983.